# 马达加斯加猪笼草
马达加斯加猪笼草（学名：Nepenthes madagascariensis）是马达加斯加东部海岸特有的热带食虫植物。其种加词“madagascariensis”意为“马达加斯加的”。其为马达加斯加特有的两种猪笼草之一，另一种为马索亚拉半岛猪笼草（N. masoalensis）。
其种加词“madagascariensis”意为“马达加斯加的”。

## 植物学史
马达加斯加猪笼草是人类发现的第一种猪笼草属植物；艾蒂安·德弗拉古（Étienne de Flacourt）于1658年发现，并将其命名为“Amramatico”。在他发表的开创性著作《马达加斯加岛的历史》（Histoire de la Grande Isle de Madagasca）中对马达加斯加猪笼草进行了描述。他这样写道：

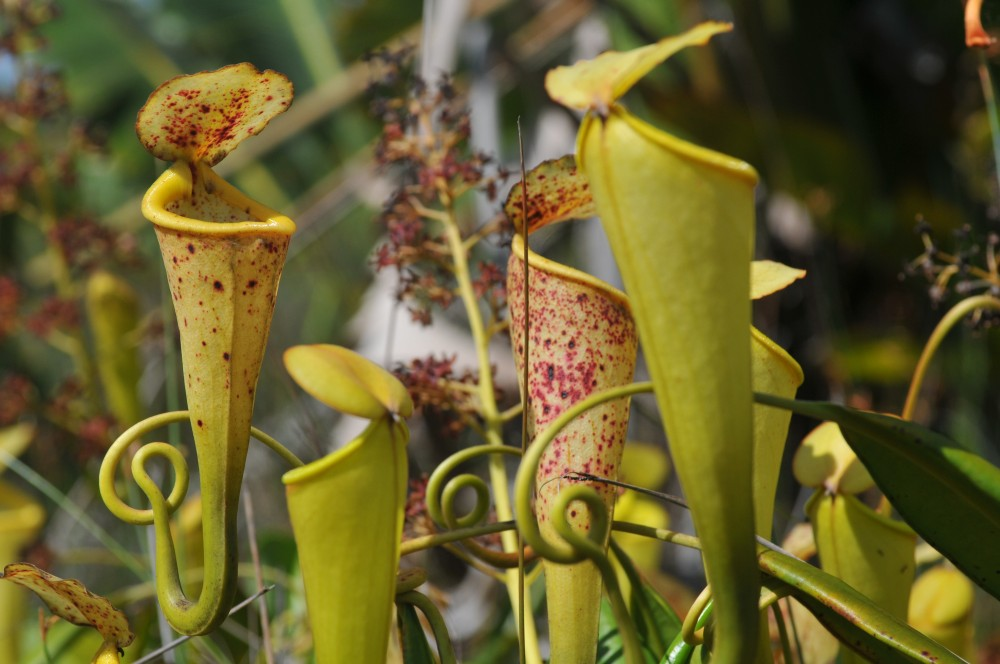
陶拉納魯原生地中的马达加斯加猪笼草

|  | 这种植物高约3英尺，叶片约7英寸长，在叶片的末端有一个类似果实或花朵一样的带盖花瓶状结构。其有黄色的也有红色的，黄色的最大。这个国家的人都不会去摘这些花朵，因为他们认为如果有人摘它们，那么那天将不停的下雨。而我和其他所有的法国人摘了它，但却没有下雨。雨后这些花朵会装满雨水，每个都含有不少于半杯。 |

## 生态关系
马达加斯加猪笼草存在于马达加斯加的东部海岸，北至马索亚拉半岛。常见于南部陶拉納魯附近的岛屿上。马达加斯加猪笼草通常生长于沼泽边缘及低地泥炭或砂质土壤中。
在马达加斯加猪笼草的捕虫笼内至少存在着2种底内动物，分别为球腹蛛（Theridion decaryi）及Synema obscuripes。

## 种下类群
- N. madagascariensis var. macrocarpa Scott Elliot (1891)
- N. madagascariensis var. cylindrica Dub. (1906)

## 扩展阅读
- ARKive中马达加斯加猪笼草的照片和视频
- 食虫植物照片搜寻引擎中马达加斯加猪笼草的照片 （页面存档备份，存于）

 维基共享资源上的相關多媒體資源：马达加斯加猪笼草